# Borivoj Jakšić
Borivoj Jakšić (Karlovac, 1. siječnja 1925. – Firenca, 2022.) je hrvatski fizičar

## Životopis
Rodio se u Karlovcu. Gimnaziju je pohađao u Karlovcu i Sarajevu, gdje je maturirao 1943. godine. Studirao na Tehničkom fakultetu u Zagrebu na kojem je diplomirao elektrotehniku 1948. godine. Studirao je i na Prirodoslovno-matematičkom fakultetu u Zagrebu, na kojem se zaposlio 1949. godine, diplomirao 1950. te doktorirao 1955. godine tezom Izborna pravila za raspade na sistem čestica sa cjelobrojnim spinom prouzrokovana zakonom o sačuvanju momenta impulsa i parnosti. Od 1961. godine voditeljem je Odjela teorijske fizike u Institutu Ruđer bošković do 1964. godine. Redoviti profesor na PMF-u od 1966., a 1967. je prestao raditi na PMF-u. Usavršavao se u Manchesteru, CERN-u, Torinu i Princetonu. 1967. je otišao iz domovine zbog nezadovoljstva znanstvenom politikom u Jugoslaviji. Nakon Princetona (Institute for Advanced Study, 1966. – 1968.) vratio se u CERN 1968. – 69., pa je opet u SAD na Massachusetts Institute of Technology do 1974., kad se zapošljava u privatnoj industriji.
Kao član teorijske grupe 1960-ih godina je došao na CERN (radio na modelu Regge).
Znanstveno se zanimao za relativističku kvantnu mehaniku i teoriju polja. Istraživao je skupa s Vladimirom Jurkom Glaserom teoriju elektromagnetske strukture čestica s proizvoljnim spinom. Riješio je jednadžbu vodljivosti za trodimenzijsku kristalnu rešetku  kovina. Istraživao je električnu vodljivost pri niskim temperaturama. Radio je na izbornim pravilima za raspad mezona s obzirom na spin,  bavio se i primjenom računala na kompleksne sustave te svojstvima S-matrice u ravnini kompleksnoga angularnoga momenta.

## Vanjske poveznice
- Hrvatska znanstvena bibliografija
- Metelgrad
- MathSciNet
- Mathematics Genealogy Project